# Hambruna holandesa de 1944

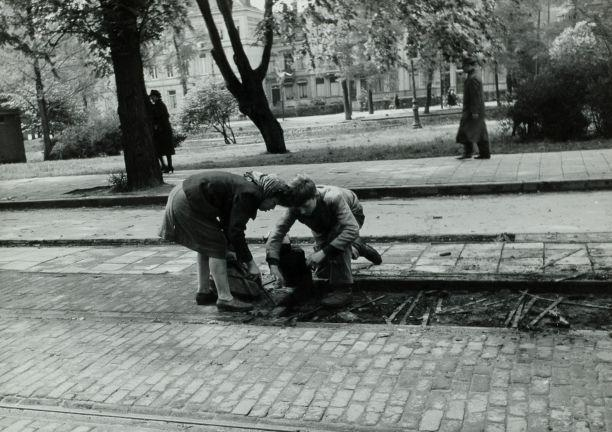
Niños neerlandeses recogiendo madera de una antigua vía férrea para usarla como leña (mayo de 1945)

La hambruna holandesa de 1944 fue una hambruna que ocurrió en los Países Bajos durante el invierno de 1944-1945, cerca del final de la Segunda Guerra Mundial. Más de 20 000 personas murieron de hambre en los Países Bajos ocupada por la Wehrmacht, aunque hubo otras miles de muertes indirectas debidas a la falta de alimentos.
Un bloqueo alemán cortó los envíos de alimentos y combustible de los pueblos agrícolas. Unos 4,5 millones se vieron afectados y sobrevivieron gracias a los comedores populares. Loe de Jong (1914–2005), autor de El Reino de los Países Bajos durante la Segunda Guerra Mundial, estimó que se produjeron al menos 22 000 muertes debido a la hambruna. Otro autor estimó 18.000 muertes por la hambruna. Según los informes, la mayoría de las víctimas eran hombres de edad avanzada.

## Causas e historia
Cerca del final de la Segunda Guerra Mundial, los alimentos se hicieron cada vez más escasos en los Países Bajos. Después del triunfo de los aliados occidentales durante el Desembarco de Normandía, las condiciones de vida se pusieron cada vez peores en los Países Bajos ocupados por los nazis. Los Aliados fueron capaces de liberar la parte del sur del país hacia fines agosto de 1944, junto con la casi totalidad de Bélgica, pero sus esfuerzos de liberación se detuvieron súbitamente cuando fracasó la Operación Market Garden, una tentativa por ganar el control de los puentes que cruzaban el río Rin cerca de la localidad de Arnhem. 
Después de que los ferrocarriles nacionales neerlandeses cumplieron una huelga general en septiembre de 1944, en cooperación con el gobierno en el exilio, la administración militar alemana respondió decretando un embargo sobre todos los transportes de comida destinados al sector de los Países Bajos que aún estaban bajo ocupación de la Wehrmacht. Con ello, la población civil neerlandesa solo podía contar para su sustento con los alimentos que pudiesen ser recolectados de inmediato en los suelos agrícolas, sin posibilidad de obtenerlos de algún otro punto de Europa.
Cuando el embargo fue parcialmente levantado por los alemanes a principios del noviembre de 1944, permitiendo los transportes de comida de manera restringida, ya había empezado un invierno excepcionalmente temprano y áspero. Los canales de navegación fluvial se helaron y se hicieron infranqueables para barcazas. Las reservas de comida en las ciudades en los Países Bajos occidentales disminuyeron repentinamente, pues no se esperaba esta interrupción en los transportes de alimentos. Las raciones adultas en ciudades como Ámsterdam y Róterdam se habían reducido súbitamente por debajo de 1000 kilocalorías (4,200 kilojulios) por día hacia el final del noviembre de 1944, y a 580 kilocalorías en las zonas costeras hacia el final de febrero de 1945. 

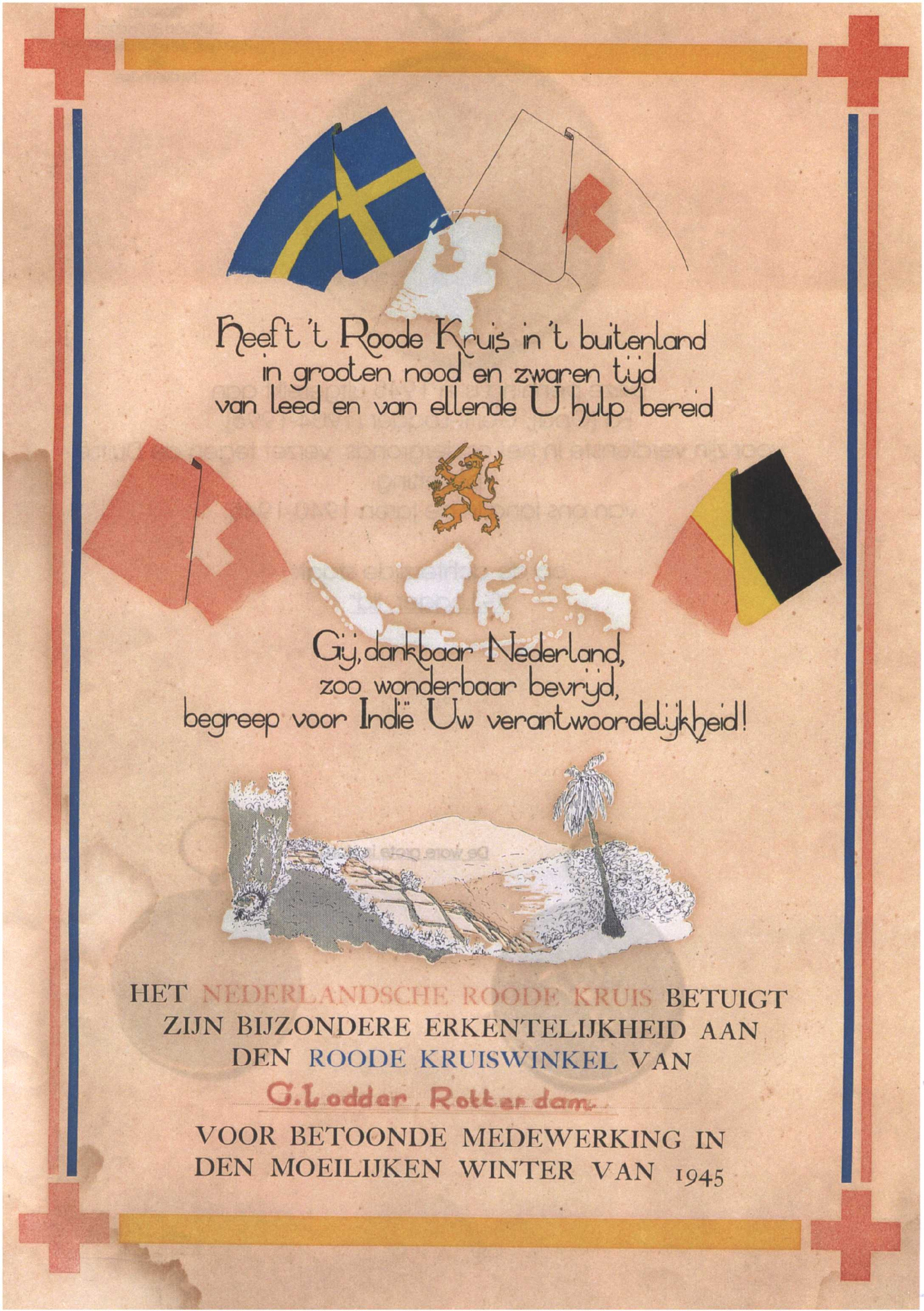
Carta de conmemoración a un tendero que prestó su establecimiento a la Cruz Roja como punto de reparto del "pan sueco"

A lo largo de este invierno, más tarde conocido por los neerlandeses como el Hongerwinter ("invierno de hambre"), varios factores causaron el hambre de la población neerlandesa: el invierno mismo era excepcionalmente más duro que en otros años, y el ejército alemán que se retiraba destruyó diques y puentes para inundar el país al máximo nivel posible e impedir así el avance de tropas aliadas. Cuando los Países Bajos se hicieron uno de los campos de batalla principales, la dislocación de las vías de comunicación y la destrucción de los diques que impedían las inundaciones arruinaron la mayor parte de la tierra agrícola e hicieron muy difícil el transporte de reservas de comida existentes.
En busca de comida, la gente caminaba por decenas de kilómetros para hacer trueques de objetos de valor a cambio de comida en granjas. Los bulbos de tulipán y de remolachas eran comúnmente consumidos. El mobiliario de las casas fue desmontado para proporcionar el combustible para la calefacción, en tanto el III Reich se negaba a continuar con envíos de carbón hacia el país, salvo los estrictamente destinados a la Wehrmacht. 
Cabe indicar que los Países Bajos era antes de 1940 un país dotado de una agricultura muy productiva, y que gran parte del consumo de alimentos del país dependía de la producción interna; asimismo, los Países Bajos era un país con poco terreno, densamente poblado, y con una elevada población urbana, y no había grandes extensiones de bosques ni de montañas donde fuera posible practicar la caza. A la vez, tras el Desembarco de Normandía, los mandos de la Wehrmacht prácticamente habían fortificado la totalidad de la costa neerlandesa para evitar otro desembarco aliado y como producto de ello se había impedido formalmente toda actividad de pesca a los civiles neerlandeses. Todo ello generó que el suministro de alimentos a las ciudades de los Países Bajos dependiese casi únicamente de la producción en las granjas y un sistema de comunicaciones adecuado. Cuando en septiembre de 1944 los nazis destruyeron los diques para inundar gran parte de la tierra fértil, no solo destrozaron vías de comunicación indispensables sino que suprimieron el último recurso fundamental para la supervivencia de los civiles neerlandeses: la producción agrícola. 
A partir de septiembre de 1944 hasta principios de 1945 aproximadamente las muertes de 10 000 civiles neerlandeses fueron atribuidas directamente a la desnutrición como primera causa y hubo muchos más decesos que tuvieron inanición como un factor contribuyente. La hambruna neerlandesa se terminó solamente con la completa liberación de los Países Bajos occidentales el 7 de mayo de 1945. 
Poco antes de esto, «el pan sueco» fue un gran alivio para la hambruna y realmente fue horneado en los Países Bajos, pero hecho con la harina transportada desde la neutral Suecia. Poco después de estos envíos, los ocupantes alemanes permitieron el envío coordinado de la comida por la Real Fuerza Aérea británica sobre el territorio neerlandés ocupado por los alemanes en la Operación Maná. Los dos acontecimientos a menudo son confundidos, llegando a conmemorarse que «el pan era arrojado desde los aviones», algo que en verdad nunca pasó.

## Legado científico

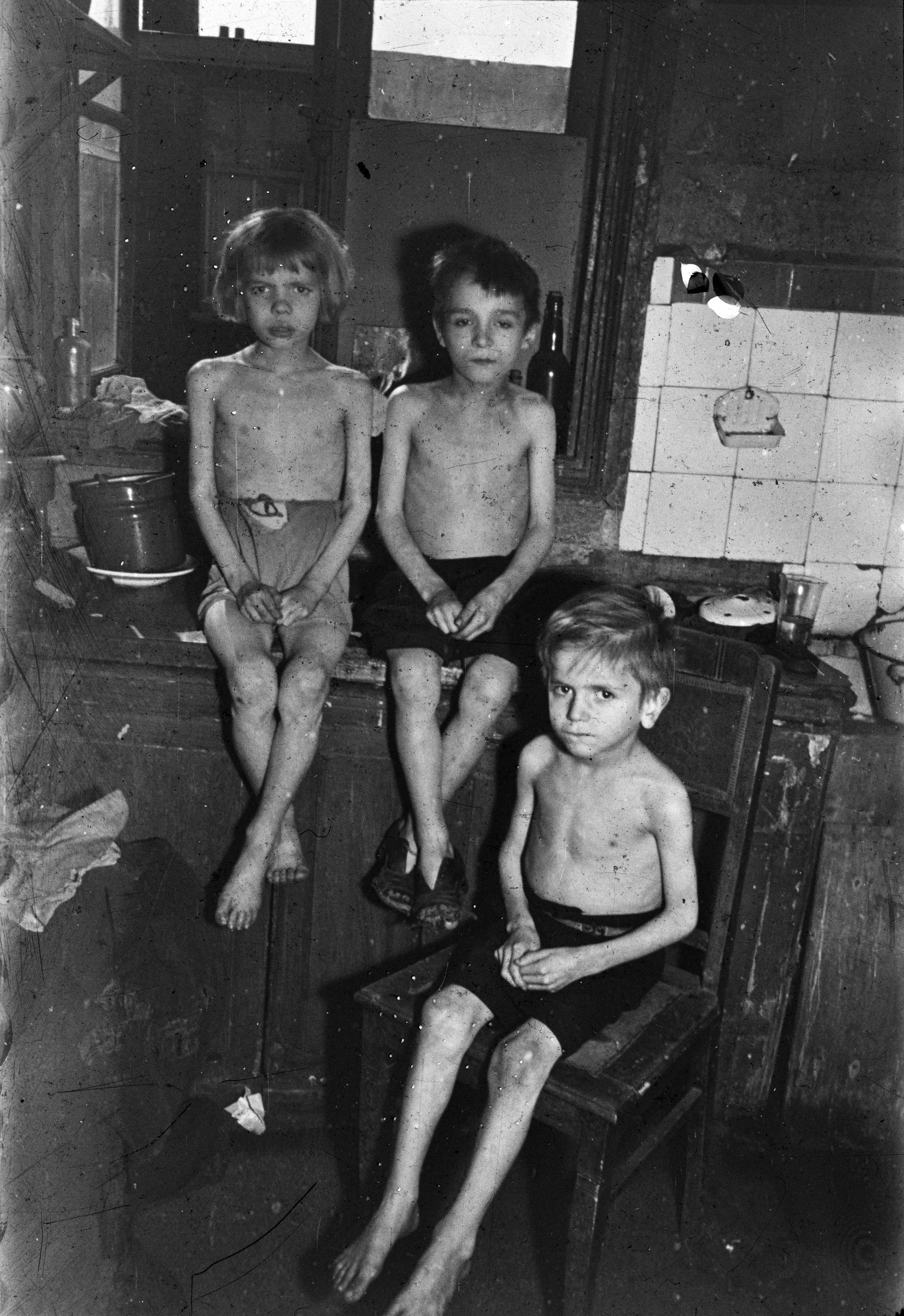
Niños afectados por la hambruna

Esta hambruna fue única cuando esta ocurrió en un país moderno, desarrollado y alfabetizado, sufriendo bajo las privaciones de ocupación y guerra. La experiencia bien documentada ha permitido que científicos midan los efectos del hambre en la salud humana. El "Estudio de la Hambruna Holandesa", realizado por los departamentos de Epidemiología Clínica y Bioestadística, Ginecología y Obstetricia, y Medicina Interna del Centro Médico Académico en Ámsterdam (Países Bajos) en colaboración con la Unidad de Epidemiología Ambiental MRC de la Universidad de Southampton en el Reino Unido, ha encontrado que las mujeres embarazadas expuestas a la hambruna tuvieron descendencia que fue más susceptible a contraer diabetes, obesidad, enfermedades cardiovasculares, microalbuminuria y otros problemas de salud. También se determinó que estos efectos duraron, aunque en forma mitigada, por una generación posterior.
La actriz Audrey Hepburn pasó su infancia en los Países Bajos durante estos hechos. Ella sufrió anemia, enfermedades respiratorias y edema consiguiente, y su posterior depresión clínica durante su edad adulta ha sido atribuida a la desnutrición.